# Храм Гуанцзи
Гуанцзисы (кит. 广济寺 — Храм Огромная помощь) — буддийский храмовый комплекс в Пекине на улице Фучэнмэнь района Сичэн, в котором располагается Буддийская Ассоциация Китая. Название, по-видимому, связано с другим более древним храмом Гуанцзи, находящимся на склоне горы Чжушань в городе Уху провинции Аньхой и являющегося одним из пунктов паломничества при посещении Цзюхуашань, называемого также Малым Цзюхуа. Уху Гуанцзи возведён в правление предпоследнего императора династии Тан Чжао-цзуна (889—904).
Начало возведения Пекинского Гуанцзи относится ко времени правления чжурчжэньской династии Цзинь (1115—1234), а завершение — к династии Мин (1368—1644).
Храм занимает 2,3 гектара. Храмовые постройки ограничены двумя воротами, на территории находятся четыре главных зала и между ними остальные постройки. На станах изображены 18 божеств. В храме содержатся реликвии минского времени, библиотека из более 100 000 томов на 20 языках, включая издания сунского времени.

## Настоятель
Нынешний настоятель: наставник Мин И (明晹). Смотритель: Янь Цзюе(演觉).

## Здания и коллекция
- Ворота и привратные залы девараджей
- Зал Гуаньинь
- Хранилище буддийских текстов (и дополнительное на западной дороге)
- Алтарь из белого мрамора
- Золотая вывеска
- Колокол и барабан
- Бронзовый Майтрейя
- Ритуальные треножники, украшенные изображениями драгоценностей (колесо, раковина, зонт, узел, знамя, лотос, кувшин, две рыбы)
- Статуи будд трёх эпох
- Роспись Пу Вэня (эпоха Цяньлун), изображающая жизнь Шакьямуни. 5 на 10 метров
- Сокровищница зуба Будды
- 100 000 томов священных писаний
- Часть тибетской трипитаки. Резные доски 1721—1753 года.